# Homalomena subcordata
Homalomena subcordata är en kallaväxtart som beskrevs av Adolf Engler. Homalomena subcordata ingår i släktet Homalomena och familjen kallaväxter. Inga underarter finns listade.